# Darja Patschabut

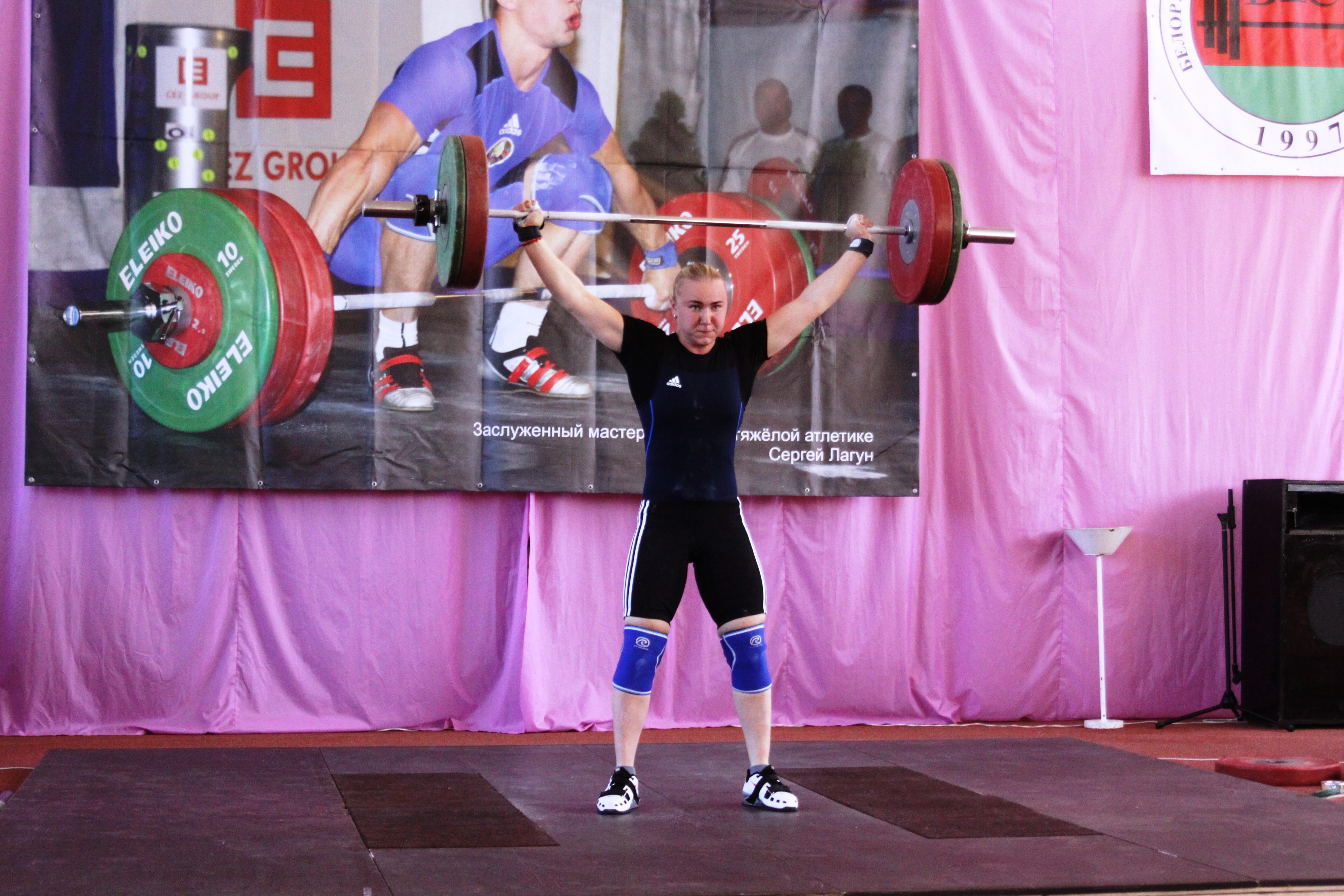
Darja Patschabut, 2018

Darja Patschabut (belarussisch Дар'я Пачабут, russisch Дарья Почобут Darja Potschobut, englisch Darya Pachabut, * 31. Dezember 1994 in Wizebsk) ist eine belarussische Gewichtheberin.

## Karriere
Patschabut war 2011 Jugend-Europameisterin und 2012 Junioren-Europameisterin. Ende 2012 wurde sie allerdings bei einer Trainingskontrolle positiv auf Stanozolol getestet und vom Weltverband IWF für zwei Jahre gesperrt. Nach ihrer Sperre gewann sie bei den Europameisterschaften 2015 in Tiflis in der Klasse bis 75 kg die Bronzemedaille.